# Sunny Domestozs
Sunny Domestozs ist eine deutsche Psychobilly-Band aus Münster.

## Geschichte
Die Idee der Bandgründung hatten der Gitarrist Peter Hajunga alias „Tex Morton“ und der Sänger und Standschlagzeugspieler Oswald „Ossi“ Carlos Münnig (unter anderem Gründer und Betreiber von Grover Records) Ende 1984. Der Bandname, der gleichzeitig Spitzname des Frontmanns ist, leitet sich vom Unilever-Reinigungsmittel Domestos ab. Als mit Manfred Brasa alias „Manni Feinbein“ ein Bassist gefunden war, kam es im Januar 1985 zur Bandgründung.
Noch im Oktober des Gründungsjahres erschien das von Götz Alsmann produzierte Debüt-Album Barkin’ at the Moon beim Osnabrücker Plattenlabel Drinkin’ Lonesome, auf dem Alsmann die Orgel bei einigen Liedern spielte. Die Startauflage war schnell ausverkauft, es folgten mehrere Live-Auftritte der Band und eine kleine Auflage der LP auf blauem Vinyl wurde nachgeschoben. Im Februar 1986 spielte ersatzweise der Brite Lloyd Tripp den Bass. Ebenfalls 1986 stieß Jennilee Lewis als feste Organistin zur Band hinzu. Im Sommer 1986 wurde die Mini-LP Get Ready for the Getready aufgenommen, die unter anderem Coverfassungen der Lieder Get Ready und Wild Man enthält. Die anderen drei Titel sind Eigenproduktionen. 1987 produzierte Tim Buktu mit der EP Playin’ Favourites die vorerst letzte Platte von Sunny Domestozs. Nachdem 1988 Tex Morton die Band verließ, ersetzte ihn der Musiker Teddy Conetti an der Gitarre. Nach weiteren Live-Auftritten gab die Band im Januar 1990 im Münsteraner Odeon das vorerst letzte Konzert.
Im Sommer 2005 beschloss die Band, wieder gemeinsam zu spielen und aufzutreten. Der erste Auftritt erfolgte im Februar 2006 beim  Wildcat Weekend in Essen.

## Diskografie

### Alben
- 1985: Barkin' at the Moon (Drinkin’ Lonesome; Neuauflage 2005)
- 1991: The Complete Sunny Domestozs (Roof Records; Kompilation)

### EPs/Mini-LPs
- 1986: Get Ready for the Getready (Roof Records)
- 1987: Playin' Favourites (Pigture Disc)
- 2006: Playin More Favourites (Built For Speed)

### Singles
- 2009: Personal Nightmare (Built For Speed)